# Крылов, Сергей Николаевич (шахматист)
Сергей Николаевич Крылов (род. 11 ноября 1948, Мытищи) — российский шахматист, международный мастер (1980).
Математик-программист. Чемпион мира (1978 и 1982) и СССР (1983 и 1985) среди незрячих шахматистов. Победитель Всемирных олимпиад незрячих шахматистов (1980 и 1985) в составе команды СССР; на турнирах в Вене (1981) и Варне (1982) — 2 места.
В составе сборной IBCA участник 8 шахматных олимпиад (1994, 1996, 1998, 2000, 2004, 2006, 2008 и 2010 гг.; 6 раз играл на 1-й доске, в 2008 и 2010 гг. — на 2-й доске).

## Изменения рейтинга
| Графики недоступны из-за технических проблем. См. информацию на Фабрикаторе и на mediawiki.org. |